# Fédération nationale des collectivités territoriales pour la culture
 (décembre 2024).
 (décembre 2024).
La mise en forme du texte ne suit pas les recommandations de Wikipédia : il faut le « wikifier ».
Les points d'amélioration suivants sont les cas les plus fréquents :
- Les titres sont pré-formatés par le logiciel. Ils ne sont ni en capitales, ni en gras.
- Le texte ne doit pas être écrit en capitales (les noms de famille non plus), ni en gras, ni en italique, ni en « petit »…
- Le gras n'est utilisé que pour surligner le titre de l'article dans l'introduction, une seule fois.
- L'italique est rarement utilisé : mots en langue étrangère, titres d'œuvres, noms de bateaux, etc.
- Les citations ne sont pas en italique mais en corps de texte normal. Elles sont entourées par des guillemets français : « et ».
- Les listes à puces sont à éviter, des paragraphes rédigés étant largement préférés. Les tableaux sont à réserver à la présentation de données structurées (résultats, etc.).
- Les appels de note de bas de page (petits chiffres en exposant, introduits par l'outil «  Source ») sont à placer entre la fin de phrase et le point final[comme ça].
- Les liens internes (vers d'autres articles de Wikipédia) sont à choisir avec parcimonie. Créez des liens vers des articles approfondissant le sujet. Les termes génériques sans rapport avec le sujet sont à éviter, ainsi que les répétitions de liens vers un même terme.
- Les liens externes sont à placer uniquement dans une section « Liens externes », à la fin de l'article. Ces liens sont à choisir avec parcimonie suivant les règles définies. Si un lien sert de source à l'article, son insertion dans le texte est à faire par les notes de bas de page.
- La présentation des références doit suivre les conventions bibliographiques. Il est recommandé d'utiliser les modèles {{Ouvrage}}, {{Chapitre}}, {{Article}}, {{Lien web}} et/ou {{Bibliographie}}. Le mode d'édition visuel peut mettre en forme automatiquement les références.
- Insérer une infobox (cadre d'informations à droite) n'est pas obligatoire pour parachever la mise en page.

Pour une aide détaillée, merci de consulter Aide:Wikification.
Si vous pensez que ces points ont été résolus, vous pouvez retirer ce bandeau et améliorer la mise en forme d'un autre article.
La Fédération nationale des collectivités territoriales pour la culture réunit les élus chargés de la culture de plus de 450 collectivités territoriales.

## Présentation
La Fédération nationale des collectivités territoriales pour la culture (FNCC) se présente comme un « lieu de rencontre entre élus permettant l'échange d'informations, la confrontation des expériences, l'analyse en commun des problématiques sectorielles comme transversales et l'élaboration de propositions dans tous les domaines de l'action culturelle locale ».

## Historique
La Fédération nationale des collectivités territoriales pour la culture, dénommée Fédération nationale des centres culturels communaux (FNCCC) jusqu'en 1980, fut fondée en 1960 afin de représenter et défendre les intérêts des collectivités territoriales dans le domaine culturel. Sa création a été motivée par le besoin d'adapter les politiques culturelles aux spécificités locales et de promouvoir l'autonomie des territoires en matière de culture.
Dès sa création, la FNCC s'est engagée à favoriser le dialogue entre les différentes collectivités et à établir des partenariats avec des acteurs culturels. Elle est un partenaire des commissions culture parlementaires ainsi que du ministère de la Culture auquel elle est liée par une convention depuis 1988. Une convention lie également depuis 2011 l'Association des maires ruraux de France et la FNCC La FNCC est aussi un interlocuteur des professionnels et des milieux associatifs. La Fédération siège dans de nombreuses instances nationales et locales , comme le Conseil national et les Conseils locaux des territoires pour la culture, le Conseil national et comités régionaux des professions du spectacle, ou encore le Comité ministériel pour l'égalité femme-homme.
Les collectivités territoriales sont représentées au Conseil d'Administration et au Bureau. Les élus travaillent en collégialité au sein des groupes de travail et de réflexion ouverts à tous les adhérents et dont les sujets regroupent toutes les thématiques des politiques culturelles publiques et permettent d’analyser et d’élaborer des propositions et une parole propre. 

## Présidences successives
- 1960-1971 : Michel Durafour[7]
- 1971-1980 : Jean-Paul Fuchs[8]
- 1980-1986 : Denise Foucard[8]
- 1986-1994 : Roger Tropeano[9]
- 1994-1999 : Christian Vanneste[10]
- 1999-2002 : François de Mazières[11]
- 2002-2004 : Serge Flandin[8]
- 2004-2008 : Florian Salazar-Martin[12]
- 2008-2011 : Karine Gloanec Maurin[13]
- 2011-2014 : Philippe Laurent[14]
- 2014-2017 : Florian Salazar-Martin[15]
- 2017-2018 : Déborah Münzer[16]
- 2018-2021 : Jean-Philippe Lefèvre[17]
- 2021-2024 : Frédéric Hocquard[18]
- Depuis 2024 : Jean-Philippe Lefèvre[19]

## Engagements
La Fédération nationale des collectivités territoriales pour la culture (FNCC) s'est engagée pour :
- le 1% du budget de l’État au ministère de la culture [20]
- la création des services culturels dans les collectivités[21]
- la légitimité des délégations à la culture au sein des conseils municipaux, intercommunaux, métropolitains, départementaux et régionaux[22]
- la place de la voix des élus dans les instances nationales[23]
- la promotion de la place de l'art et des artistes dans la cité et l'espace public[24]
- la reconnaissance des droits culturels[25]
- la prise en compte de la transversalité des enjeux culturels[26]
- la territorialisation de politiques culturelles et le droit à l'expérimentation[27]
- le déploiement des arts et de la culture en territoires ruraux et la reconnaissance de la vitalité des initiatives et expérimentations locales[28]